# Municipio de Superior (condado de McPherson)
El municipio de Superior (en inglés: Superior Township) es un municipio ubicado en el condado de McPherson en el estado estadounidense de Kansas. En el año 2010 tenía una población de 1740 habitantes y una densidad poblacional de 18,74 personas por km².

## Geografía
El municipio de Superior se encuentra ubicado en las coordenadas 38°12′39″N 97°45′3″O / 38.21083, -97.75083. Según la Oficina del Censo de los Estados Unidos, el municipio tiene una superficie total de 92.86 km², de la cual 92.2 km² corresponden a tierra firme y (0.72%) 0.67 km² es agua.

## Demografía
Según el censo de 2010, había 1740 personas residiendo en el municipio de Superior. La densidad de población era de 18,74 hab./km². De los 1740 habitantes, el municipio de Superior estaba compuesto por el 96.44% blancos, el 0.06% eran afroamericanos, el 0.34% eran amerindios, el 0.4% eran asiáticos, el 0.06% eran isleños del Pacífico, el 0.57% eran de otras razas y el 2.13% pertenecían a dos o más razas. Del total de la población el 2.64% eran hispanos o latinos de cualquier raza.